# 基希涅夫水塔

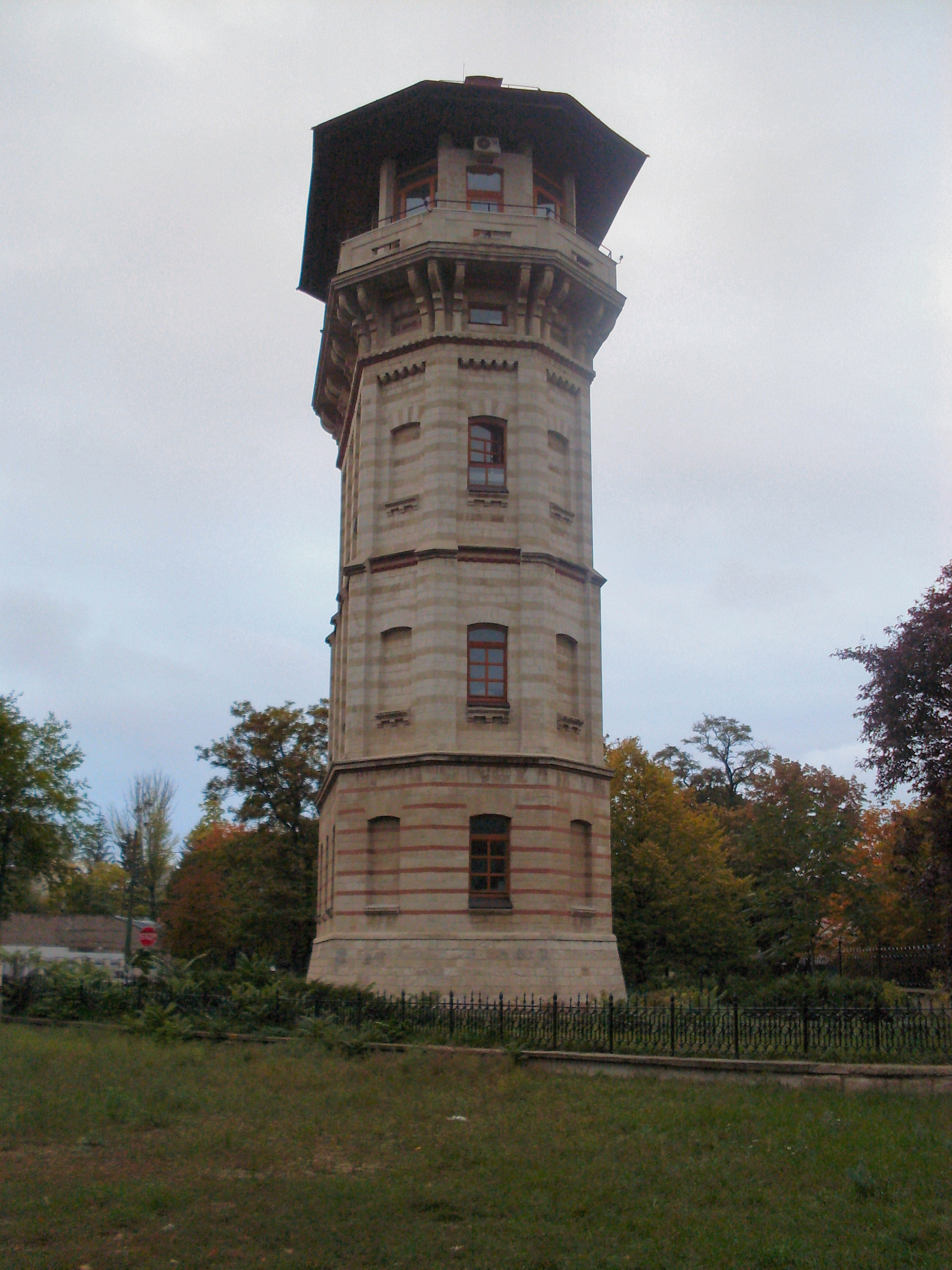
基希涅夫水塔

基希涅夫水塔是位於摩爾多瓦首都基希涅夫的一座建築。

## 历史
基希涅夫水塔修建於18世紀，曾是基希涅夫供水系統的主要組成部分。水塔的上層部分由木頭建造，在地震中被毀，重建於1980年至1983年。水塔高22米，現在內部是基希涅夫歷史博物館。上層部分展示古代和現代美術品，並舉辦文化活動。